# ポルシェ・997
ポルシェ・997は、ドイツの自動車メーカーであるポルシェが開発したスポーツカー「911」のうち、2004年から2011年にかけて製造・販売されていた6代目モデルを指すコードネームである。

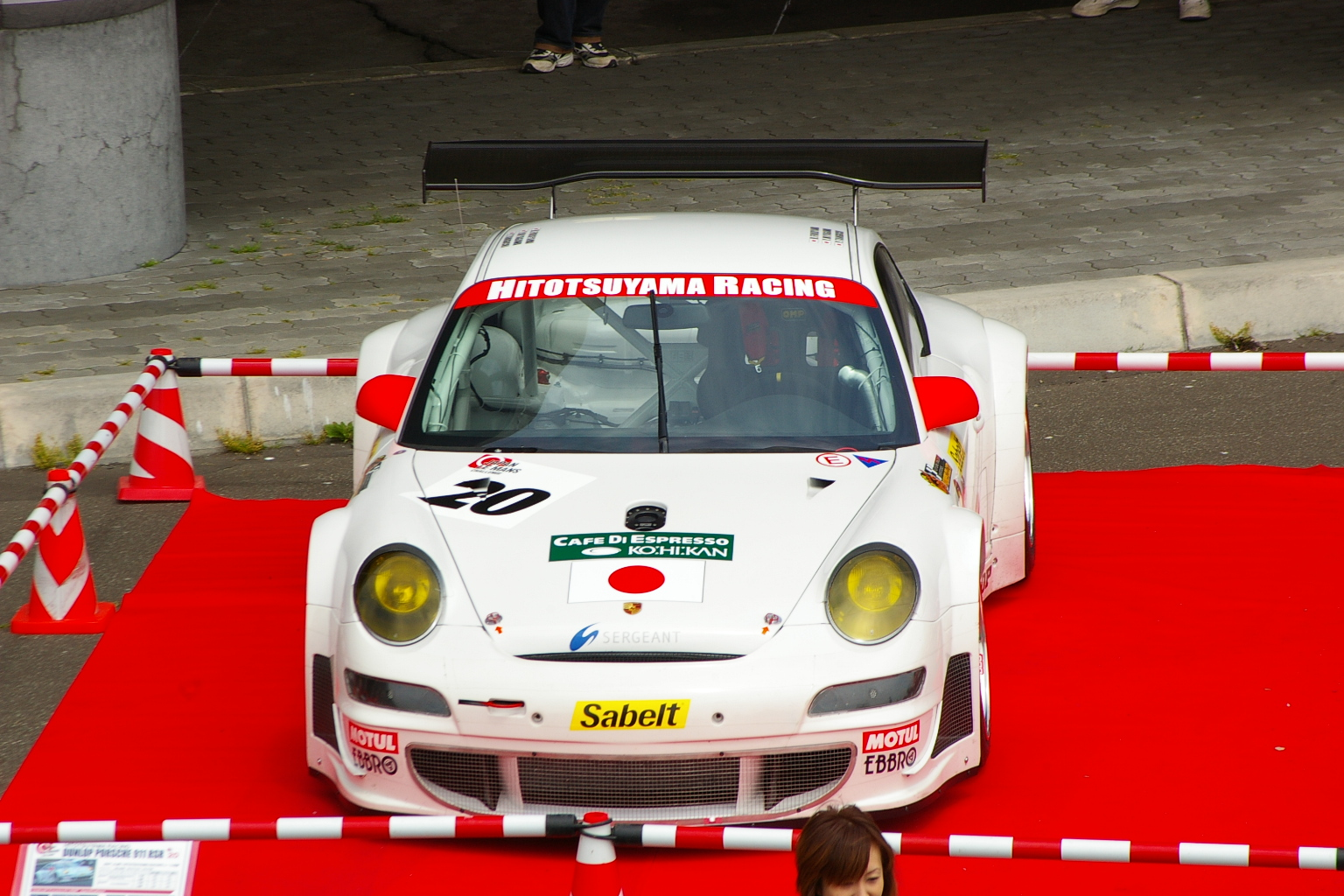
911 GT3RSR（FIA-GT2仕様）

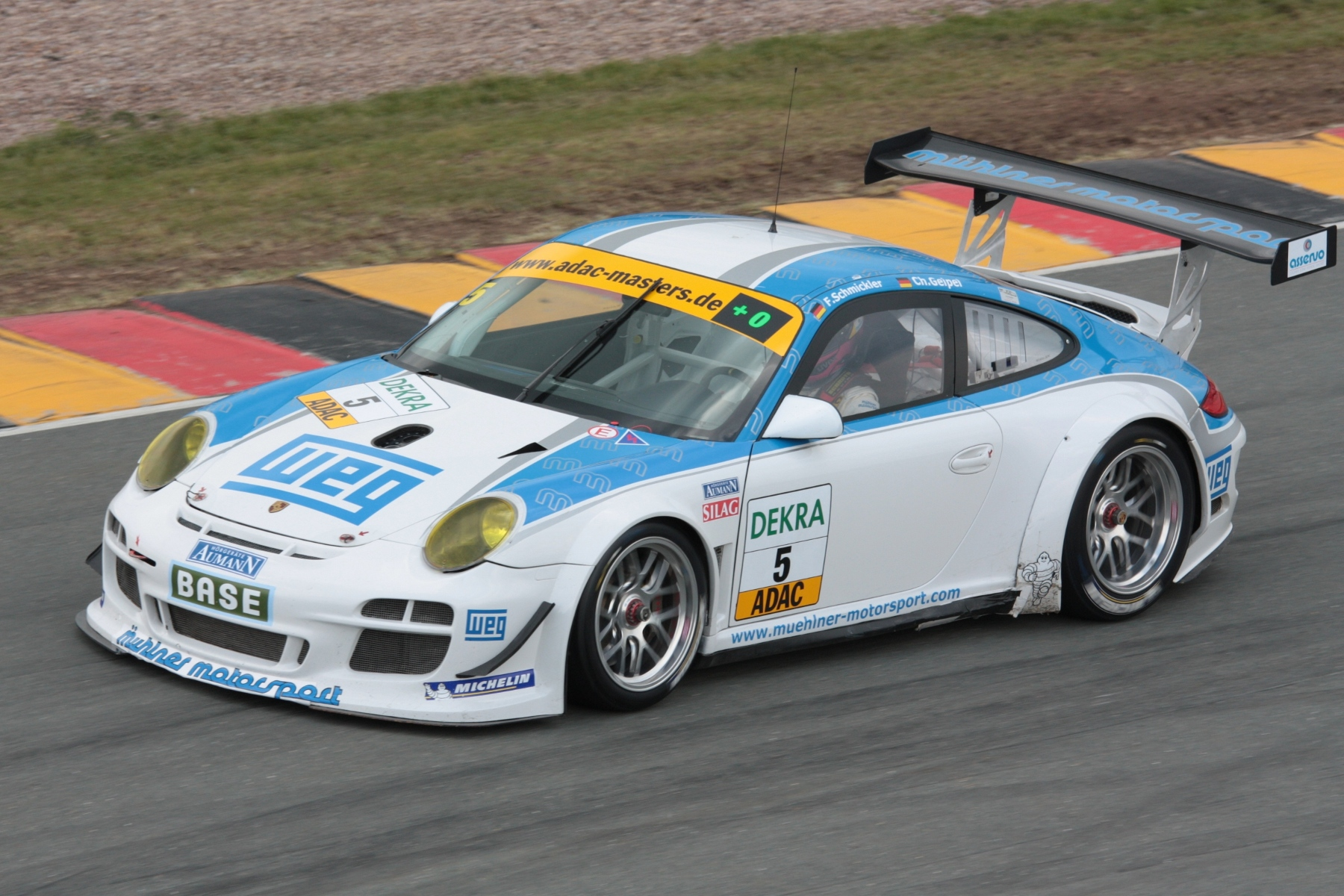
911 GT3R（FIA-GT3仕様）

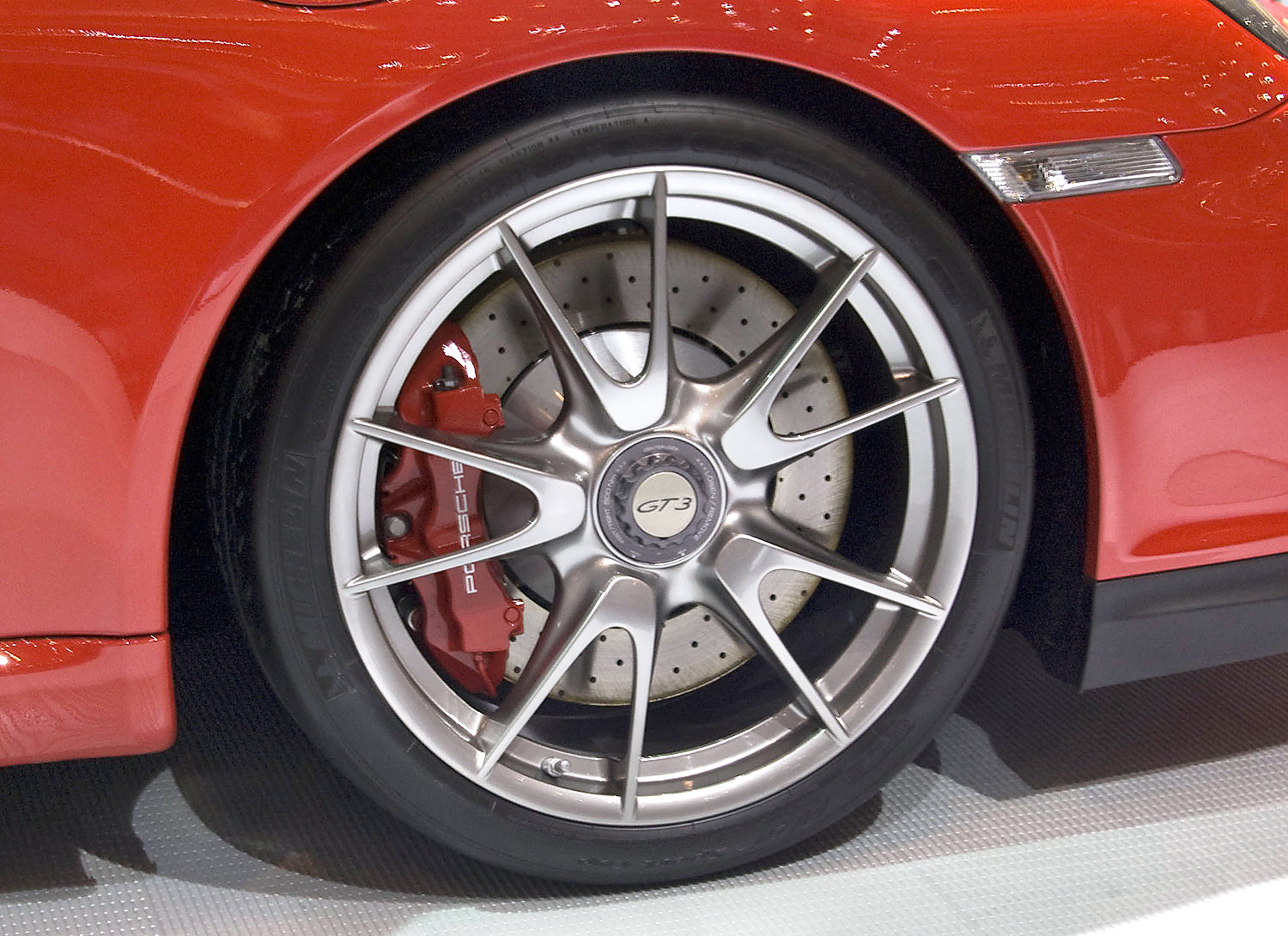
2009年のポルシェ997GT3に取り付けられた最新のセンターロックホイール、ポルシェ固有のファスナー付き

## 解説
2004年夏発売。ボディの基本骨格や一部のボディパネル、内径φ96mm×行程82.8mmの3,596ccエンジンや5速ティプトロニックなどは996と同一であるが、外観は大きく変更された。996型で不評だった涙滴型ヘッドライトが廃止され、丸型ヘッドライトが復活した。スモールランプ、ウインカーも空冷時代を彷彿とさせる別体型となり、さらに後部コンビネーションランプと前後バンパー部分のデザインも変更された。ドアミラーは2本アームデザインに変更され、少なからずダウンフォースを発生させる。内装のデザインも変更されて質感が向上し、可変ギヤレシオのパワステが採用され、911としては初のステアリングチルト機構も取り入れられた。シートは4種類の形状が用意され、機能と目的によって選択することができた。スペアタイヤは省略され、パンク修理キットでの対応となった。981ボクスター・ケイマンとの共通パーツも多く、フロントサスペンションやドア、内装など多くのパーツを共通化してコストダウンを図っている。
シャシは996を流用しているが、部分的に補強が施され重量は重くなった。従来からのスポット溶接に加え、樹脂系接着剤による接合も導入された。シャシの曲げ剛性は40%向上しているが、短距離の走行でも大幅にシャシ剛性が低下する事例もあり、996ベースであることの限界も指摘された。サスペンションアームは996と共通であるがジョイント部分が変更され、細かい振動をシャシ側に伝えないよう工夫され、シャシ側への取り付け位置も変更された。前後のメンバーはダイカスト製から加圧形成ダイカストに変更され、サイズもワイド化された。これによってトレッド幅が前21mm、後34mm広げられている。ナックルの形状も変更されブレーキやベアリングの冷却に有利な中空の形状になった。前部のラジエターを通過した空気は、車体下面への排出から前輪フェンダー内への排出に変更され、ボディ下面は樹脂製のパネルで覆われた。これらの措置によって車体のCd値は996型の0.3から0.28に向上している（ワイドボディのカレラ4、４Sは0.29）。ボンネットはアルミ製で6kg軽量化された。その他にもリヤサブフレームで1kg、スペアタイヤと車載ジャッキ廃止で10kg、エンジン本体で2kgなどの地道な軽量化がなされ、カレラでは996型と比較してトータル25kg軽量化された。カレラSには19インチホイール、カレラには18インチホイールが装着された。部品点数も大幅に減らされ合理化された。例えば996型ではドア1枚のアッセンブリーパーツは15個であったが、997型では5個となった。
2008年6月にマイナーチェンジが行われ、NAモデルには新設計の直噴型エンジンが搭載された。また、PDKと呼ばれる7速のデュアルクラッチトランスミッションが選択できるようになり（6速MT比で+75万円）、従来のティプトロニックSは廃止された。新しい直噴DFIエンジンはクランクケースから完全に新設計され、996と997前期で使用されたM90/00系エンジンは登場からわずか11年で刷新されることになった。直噴化によって12.5という高圧縮比を達成し、カレラは+20馬力の345馬力、カレラSは385馬力となった。エンジンの部品点数も削減され、重量も6kg軽量化された。シリンダーブロックもクローズドデッキ化され、剛性が向上した。オイルサンプユニットを10mm薄くし、クランクシャフト軸を10mm下げたことにより、エンジン上部の高さが20mm低くなり低重心化された。新エンジンの冷却効率が高い（ウオーターポンプの20%容量増加による）ことによりフロントバンパー中央のラジエターが撤去された（バンパー穴はそのまま）。エキマニも20年ぶりに等長タイプに戻され、996型で2分割されていた触媒もエキマニ直後で一体化された。吸気系では円筒形のエアフィルターを採用し、フィルター面積を拡大した。これによってエアフィルターの交換サイクルは6万kmから9万kmに伸びた。また2009年施行のユーロ5排ガス規制をクリアし、10%のエタノール添加ガソリンにも対応した。オイルポンプはクランクシャフトからチェーンで駆動されるが、電子的に吐出量を加減できるタイプとなりオイル消費量が減った。オイル圧も電子制御されるようになり、低負荷時に必要以上にオイルの圧力が上昇しないように制御された。メインのオイルポンプの他に、ヘッドからオイルを吸いだすサクションポンプが4台設置された。層状燃焼は燃費の点では有利だが、煤が多く排気ガスがクリーンでないという問題があり、997型では層状燃焼をさせない設定になっており、気化熱で燃焼室の温度を下げ、積極的に出力を狙う設定がなされている。ポート噴射は併用せず、燃焼室の高圧インジェクターをマルチ噴射させることで対応している。外装面では、スモールランプ、ウインカーは2段のLEDのバータイプとなり、テールランプもLEDとなった。ホイールデザインも変更。ドアミラーも大型化された。PDKモデルのシフトはシフトレバーを手前に引くとシフトダウン、奥に押すとシフトアップとされ、操作の違和感を指摘する声が多かった。ハンドルに配置されたボタンでもシフト操作ができたが、ティプトロニックSのボタンをそのまま流用したために、こちらも操作性が悪かった。PDKは水冷式でエンジン冷却水で冷却された。MTモデルより30kg重いが、従来のティプトロニックより10kg軽量であった。変速スピードはティプトロニックの1.6倍で、スポーツクロノパッケージを選択し、スポーツモードにするとティプトロニックの2倍となった。
オプションとしては、新たに開発されたPASM、スポーツクロノパッケージなど豊富なバリエーションがあった。PASMは可変減衰ダンパーで走行中に電子制御でダンパーの減衰力が変更されるもので、ビルシュタイン社と共同開発された。カレラに装着すると、ニュルブルクリンクで6秒のタイム短縮の効果があった（カレラSには標準装着）。またPASMによってサーキットのタイムを短縮するのみならず、街中での乗り心地も大きく改善された。以上の改良によって、996型と同一シャシながらカレラSがSUGOサーキットにて996型の911ターボより速いタイムで安定して周回するなど、大きな進歩を遂げた。特に前後方向のピッチングやリヤの安定性などに大きな改善が見られた。オプションで装着される機械式LSDは日本製（GKNドライブラインテクノロジー製カーボン多板クラッチ式）。
2007年7月に10万台目の車輌がラインオフし、911の歴代モデルの中で最も早く10万台の生産達成となった。同年11月にはドイツの業界誌『Auto Zeitung（アウト・ツァイトング）』の「Auto Trophy」で「Best Sports Automobile」および「Best Cabriolet over 30,000 Euro」部門でそれぞれ首位を獲得し、翌2008年1月にはドイツの自動車雑誌『auto, motor und sport（アウトモートアウントシュポルト）』でカブリオレ部門の「Best Automobile in the World」を受賞。

### エンジン・トランスミッション
カレラのエンジンはクランクのねじれ吸収ダンパーがアルミニウム製になった程度の微細な変更で、996型カレラのエンジンがほぼそのまま搭載された（前期型）。出力も5馬力増の325馬力であった。カレラSのエンジンはカレラをベースに内径が3mm拡大されて排気量は3.8Lとなり2段階切り替え式のレゾナンスチャンバーの設置もあり出力は355馬力となった。トランスミッションは、6速MTと5速ティプトロニックSAT（後期型では7速PDK）が用意された。6速マニュアルトランスミッションはアイシン製が採用され、ギアのシンクロリングは996型の真鍮製からスチール製に変更され、1-2速がトリプルコーン（996ではダブルコーン）、3速がダブルコーン（996ではシングル）となった。シフトもショートシフト化され、支点やリンクケーブルの変更など細かい改善がなされている。スポーツシャシオプションを選択すると、スプリングとスタビライザーが硬いものに変更され車高も2cm低下する。

### ブレーキ
カレラSには、996型ターボのブレーキがそのまま移植された（前後330mmのブレーキディスク）。カレラには前318mm、後299mmのブレーキディスクが装備された。997型ターボとGT3（前期）には前後350mmのブレーキディスクが採用され、フロント側には6ポットキャリパーを装備し、パット面積は42%増加した。全車にオプション設定されたPCCB（セラミックコンポジットカーボンブレーキ）の場合、ローター径は380mmとなり、4輪で17kgのバネ下重量の削減になった。

## グレード一覧
| グレード                        | 駆動方式 | 過給器       | 排気量                      | 最高出力/最大トルク                                                                         | 変速機          | 備考 |
| ------------------------------- | -------- | ------------ | --------------------------- | ------------------------------------------------------------------------------------------- | --------------- | --- |
| カレラ カレラカブリオレ         | RR       | NA           | 前期型3,596cc 後期型3,613cc | 前期型325PS/6,800rpm、37.7kg･m/4,250rpm 後期型345PS/6,500rpm、39.7kg･m/4,400rpm             | 6MT 5Tip-S 7PDK | 前期型は996後期型カレラの3.6Lエンジンをベースにしたエンジンを搭載する。 |
| カレラS カレラSカブリオレ       | RR       | NA           | 前期型3,824cc 後期型3,799cc | 前期型355PS/6,600rpm、40.8kg･m/4,600rpm 後期型385PS/6,500rpm、42.8kg･m/4,400rpm             | 6MT 5Tip-S 7PDK | |
| カレラGTS カレラGTSカブリオレ   | RR       | NA           | 3,799cc                     | 408PS/7,300rpm、42.8kg･m/4,200-5,500rpm                                                     | 7PDK            | 2010年9月のパリモーターショーで発表。カレラSとGT3の間を埋めるべく発売されたモデル。カレラ4のワイドボディを採用。エンジンは基本的にカレラSと同様ながら吸気チャンバーをアルミニウム製とし、可変レゾナンスインテークシステムで使用するスイングフラップをカレラSの1枚から6枚に増やすなど専用チューニングを実施し、408馬力を発生した。スプリングやスタビライザーも専用セッティングされたが、PASMのセッティングはカレラSと同一であり、GT3ほどのスパルタンな乗り心地ではない。2シーターモデルだが、無償オプションでリヤシートの設置を希望することができた。ホイールは997ターボ後期モデルにオプション設定されていたセンターロック式の19インチホイルが標準装着された（通常の5穴ホイールにも無償変更できた）。カレラSなどにオプション装備されているスポーツエキゾーストシステムを標準装備。1,604万円。海外では6速MTモデルも販売された。 |
| カレラ4 カレラ4カブリオレ       | 4WD      | NA           | 前期型3,596cc 後期型3,613cc | 前期型325PS/6,800rpm、37.7kg･m/4,250rpm 後期型345PS/6,500rpm、39.7kg･m/4,400rpm             | 6MT 5Tip-S 7PDK | カレラ4、カレラ4Sともカレラに対してワイドボディ化（リヤ側が左右合計44mm）されており、ブレーキチャージ機能付きブレーキを搭載。前期型は996カレラ4と同じくビスカス式のセンターデフであるが、後期型はセンターデフに電子制御多板クラッチを（PTM）を採用し、リヤに機械式LSDで標準で装着した。 |
| カレラ4S カレラ4Sカブリオレ     | 4WD      | NA           | 前期型3,824cc 後期型3,799cc | 前期型355PS/6,600rpm、40.8kg･m/4,600rpm 後期型385PS/6,500rpm、42.8kg･m/4,400rpm             | 6MT 5Tip-S 7PDK | 女子テニスのポルシェ・グランプリの優勝賞品でもある。 |
| カレラ4GTS カレラ4GTSカブリオレ | 4WD      | NA           | 3,799cc                     | 408PS/7,300rpm、42.8kg･m/4,200-5,500rpm                                                     | 7PDK            | |
| ターボ ターボカブリオレ         | 4WD      | ツインターボ | 前期型3,600cc 後期型3,799cc | 前期型480PS/6,000rpm、63.2kg･m/1,950-5,000rpm 後期型500PS/6,000rpm、66.3kg･m/1,950-5,000rpm | 6MT 5Tip-S 7PDK | 前期型は最後の空冷（ポルシェ・911 GT1）クランクケース採用車。スポーツクロノオプションを選択すると、オーバーブースト機能（通常1.0を最大1.2バールまで10秒間限定で上昇させる）が加わり、前期型でトルクが69.4kgmとなる。ガソリンエンジンとしては世界初のボルグワーナー社製の電子制御可変ジオメトリーターボ（可変エキゾーストタービン）を採用した。ドアパネルなどのアルミニウム化により996ターボと比較して10kg軽量化。機械式LSDはオプション。 |
| ターボS ターボSカブリオレ       | 4WD      | ツインターボ | 3,799cc                     | 530PS/6,250rpm、71.4kg･m/2,100-4,250rpm                                                     | 7PDK            | |
| GT3                             | RR       | NA           | 前期型3,600cc 後期型3,797cc | 前期型415PS/7,600rpm、41.3kg･m/5,500rpm 後期435PS/7,600rpm、43.8kg･m/5,500rpm               | 6MT             | 前期型のターボと同様にカレラ系のエンジンとは異なり、1998年のル・マン24時間レースで優勝したポルシェ・911 GT1系のエンジンユニットをベースにしている。996GT3から引き継いだのはクランクケースのみ。コンロッドはチタン製で、ピストンは1個当たり30g軽量化され、クランクシャフトも600g軽くなった。エアコン・パワステ付き。クラブスポーツパッケージを選択すると、消火器、ロールケージ、カーボン製バケットシート（カレラGTと同じもの）などが装着される。車高はカレラ比で3cmダウン。シャシはカレラ4をベースにしている。機械式LSDを装備。燃料タンクは90Lと大きく、前側の貨物スペースは狭くなっている。PDKは選択できない。センター2本出しマフラーを採用。 後期型は前期型のシリンダー内径を拡大。エアロパーツの変更でダウンフォースが2倍となる。スプリングとスタビも後期型ではより硬くされ、ブレーキディスクも大型化された（前380mm、後350mm）。前後バンパーも小変更を受け、これによりダウンフォースは前期の2倍となった。燃料タンクは標準的な67Lに縮小された。 |
| GT3RS                           | RR       | NA           | 3,600cc                     | 415PS/7,600rpm、41.3kg･m/5,500rpm                                                           | 6MT             | GT3をベースに、カレラ4Sボディを使用して製造された。専用リヤサスペンションアームを装備し、ホイールベースが僅かに延長されている。軽量化されたフライホイールを装備するが、エンジン本体はGT3と共通。GT3比でリアトレッドが45mm拡大し全幅は1,852mmとなったのが最大の特徴。標準でボディ同色のロールケージを装備。オプションで黒色の強化タイプのロールケージも選択できた。PCCBはオプション。ドアはアルミニウム製。バンパーはGT3のものに専用のリップスポイラーが付属していた。リアウインドーのみアクリル製。車両価格1,918万円。6MTのみ。 |
| GT3RS 3.8                       | RR       | NA           | 3,797cc                     | 450PS/8,500rpm、43.8kg･m/6,750rpm                                                           | 6MT             | |
| GT3RS 4.0                       | RR       | NA           | 3,996cc                     | 500PS/8,250rpm、46.9kg･m/5,750rpm                                                           | 6MT             | 2011年5月16日予約開始。911GT3Rと同じ内径102.7mm×行程80.4mmとなる。世界600台限定で日本への割り当ては17台のみ。ボディにカーボン・ファイバー・コンポジット（C-FRP）製のフロントフードとフェンダー、ポリカーボネート製のリアウィンドウ（サイド含む）が採用され、911GT3RSより10kg軽量化された。車両価格2,478万円。専用ギアレシオの6速MTのみで強化クラッチを標準装備。ポルシェの市販車としては初めてフロントバンパーにカナードを装着したモデル。 |
| GT2                             | RR       | ツインターボ | 3,600cc                     | 530PS/6,500rpm、69.4kg･m/2,200-4,500rpm                                                     | 6MT             | 2007年9月のフランクフルトモーターショーでデビュー。997ターボを2輪駆動とし、タービンとインマニを交換し出力アップ。過給圧は1.4バール。標準でPCCBが装着される。997ターボ比で140kgの軽量化。ニュルブルクリンクで7分38秒のタイムを記録。911ターボと同じく可変タービンジオメトリー（VTG）を採用。軽量化のためにチタン製エキゾーストシステムを装備（ステンレス製の50%の重量）。PSMをGT2としては初採用。エアフィルターボックスはカーボン製。発熱量の増大に対応するために、開口部を拡大した専用バンパーを採用。6MTのみ発売。2,607万円。 |
| GT2RS                           | RR       | ツインターボ | 3,600cc                     | 620PS/6,500rpm、71.4kg･m/2,250-5,500rpm                                                     | 6MT             | インタークーラーを改良し、15%の効率アップ。最大過給圧を1.6バールに設定し、GT2より90馬力出力を向上させた。一方、燃費と二酸化炭素排出量もGT2比で約5%改善されている。カーボン製のフロントフード（GT2はアルミニウム製）やリップスポイラー、ポリカーボネイト製ウインドウ（フロント以外）、軽量化フライホイール、軽量スプリング、軽量金属の補強メンバーなどを採用することで、GT2から70kg軽量化し車重は1,370kgであった。ニュルブルクリンクでのラップタイムは7分18秒であった。タイヤサイズは前245/35ZR19、後325/30ZR19であり、ワイド化されたフロントタイヤに対応するため、フロントフェンダーにはブリスターが装着された。2,800万円で世界500台限定生産。 |

- 911タルガ4S - カレラ4Sをベースに、タルガ化（電動ガラスルーフとリヤハッチバックを装備）したモデル。エンジンは3.8Lのみで全車AWD。ガラスルーフはリヤウインドウの内側にスライド収納され、屋根を開放すると後部視界が悪化するという欠点もあった[7]。
- 911スピードスター - 2010年10月2日開幕のパリモーターショーで世界初公開されたオープンモデル[6]。生産台数は初代スピードスターモデル『356スピードスター』の車名にちなみ356台のみで、日本への割り当ては6台のみ[6]。車両価格は2,969万円。カレラGTS等と同じ3.6L 408馬力のエンジンを搭載[6]。フロントウインドウはカレラGTSカブリオレよりも60m低く寝かされた[6]。幌は手動装着。13スピーカーのBOSEサウンドシステムやセラミックコンポジット・ブレーキ（PCCB）も標準装備。ボクスタースパイダーと同様の「ダブルバブル」デザインのハードカバーを装備した。2WD-PDKモデルのみ。19インチの専用スポーツクラシックホイールが用意された。ドアはアルミニウム製[6]。
- 911GT3カップ - カレラカップ出場用のレース専用車両[3]。前期型は3.6Lで400馬力、車重1,140kg、ABSレス。997型から6速ドグクラッチ式シーケンシャルシフトを搭載した[3]。価格は1,774万円で公道の走行は不可。2008年以降の後期型も3.6Lであるが、スロットル内径を76mmから82mmに拡大するなどして420馬力の出力としている[3]。外観上はリヤバンパーの形状が異なる点のみ[3]。2011年モデルは991GT3RSをベースとして出力450馬力となった[6]。価格は2,011万8,000円に改定[6]。購入者はポルシェカップレースへの全ラウンドの参戦が義務付けられている[6]。
- 911GT3RSR - 911GT3RSまたは911GT3RS4.0をベースに開発されたレース専用車両。トランスミッションは6速シーケンシャル。ポルシェのモータースポーツレンジの最上位モデルとして911GT3R、911GT3カップに参加する。価格は498,000 ユーロ。2006–2008年の前期モデルが3.8L 465馬力で、後期モデルは4.0L 450-455馬力となっている。

### インターミディエイトシャフトの破損について
997型のうち前期型のGT3とGT2、ターボ以外に搭載される水冷エンジンでは、左右バンクとも同一設計のシリンダおよびヘッドを左右で前後逆に配置しているため、タイミングチェーンがエンジンの左右バンクで前後に分かれて配置されている。そのためクランクシャフトからカムシャフトへ動きを伝達するインターミディエイトシャフトの長さが延長され、クランクケース前後を貫通している（空冷時代の基本構造を受け継いだクランクケースを継続使用するターボおよびGT2、GT3を除く）。このインターミディエイトシャフトの不具合はブログ、掲示板、日本国土交通省の自動車不具合情報ホットラインなどで報告されているが、ポルシェ本社は本不具合に対する公式見解を発表していない。2006年及び2007年モデルで応急的な対策（ボルトなどの改良）がなされたが、当該年式においても依然としてインターミディエイトシャフトの不具合は散見される。
本不具合はエンジン稼働中に応力のかかるインターミディエイトシャフト（のボルトおよびベアリングの経年変化によって劣化した部分）に負荷が集中した結果、耐え切れずに突然破損してしまうものである。これによってインターミディエイトシャフトを通して制御されていたカムシャフトが暴走し、エンジンブローを引き起こして走行不能となる。復旧にはエンジンの交換が必要となる。2012年10月より、本件に関してポルシェジャパンによるサービスキャンペーン（リコールとは異なる）が実施され、該当車（2001年5月4日から2005年2月21日製造分）は無償で点検、必要に応じ修理されることになった。
なお、直噴エンジンに換装された後期型はインターミディエイトシャフトそのものが存在しないため、本不具合とは無縁である。